# Richard Stanyhurst
Richard Stanyhurst (ou Stanihurst) (1547–1618) foi um alquimista, tradutor, poeta e historiador anglo-irlandês, nascido em Dublin.

## Vida
Seu pai, James Stanyhurst, foi Registrador de Dublin e presidente da Câmara dos Comuns da Irlanda em 1557, 1560 e 1568. Seu avô foi Nicholas Stanihurst, Prefeito de Dublin em 1543. Sua mãe era Anne Fitzsimon, filha de Thomas Fitzsimon, Registrador de Dublin. Richard foi enviado para o Colégio Kilkenny de Peter White e, em 1563, ingressou no University College, Oxford, onde se formou cinco anos depois. Em Oxford, tornou-se próximo de Edmundo Campion. Após deixar a universidade, estudou direito no Furnival's Inn e no Lincoln's Inn. Em 1587, contribuiu para as Crônicas de Holinshed com "uma descrição clara e perfeita" da Irlanda, e uma História da Irlanda durante o reinado de Henrique VIII, que foram severamente criticadas por Barnabe Rich em Nova Descrição da Irlanda (1610) como uma deturpação dos assuntos irlandeses escrita do ponto de vista inglês. Elas também ofenderam católicos por sua perspectiva anticatólica. Após a morte de sua primeira esposa, Janet Barnewall, filha de Sir Christopher Barnewall (a quem ele elogiou calorosamente em sua contribuição para Holinshed), em 1579, Stanyhurst mudou-se para os Países Baixos. Antes de 1585, casou-se novamente com Helen Copley e tornou-se ativo na causa católica. Viveu no Bispado de Liège, onde entrou em contato com o movimento paracelsiano reunido em torno de Ernesto da Baviera (1554–1612). A partir daí, Stanyhurst analisou as relações entre medicina e química.
No início da década de 1590, foi convidado para a Espanha pelo rei Filipe II, que estava gravemente doente. Stanyhurst trabalhou no grande laboratório alquímico de El Escorial. Ao mesmo tempo, informava sobre a situação dos católicos na Inglaterra. Após a morte de sua esposa em 1602, tornou-se padre e capelão do Arquiduque Alberto da Áustria nos Países Baixos. Teve dois filhos, Peter e William Stanyhurst, ambos jesuítas.
Nunca retornou à Inglaterra e morreu em Bruxelas, segundo Anthony à Wood.

## Obras
Stanyhurst traduziu para o inglês Os Quatro Primeiros Livros da Eneida de Virgílio (Leiden, 1582), para demonstrar a viabilidade da teoria de Gabriel Harvey de que as regras clássicas de prosódia poderiam ser aplicadas à poesia inglesa. A tradução é considerada pela Encyclopædia Britannica de 1911 uma paródia inconsciente do original, escrita em um jargão organizado no que o autor chamou de hexâmetros. Thomas Nashe, no prefácio de Menaphon de Robert Greene, ridicularizou essa obra como:
poesia heroica, inflamada ... com uma fúria hexamétrica
um padrão do qual proporei aos vossos juízos.
Então fez ele o céu ressoar, com rounce robble hobble
De ruffe raffe rugido, com thwick thwack thurlery saltitante.
Essa é uma paródia, mas não muito exagerada, do vocabulário e dos métodos métricos de Stanyhurst.
Apenas duas cópias da edição original de Leiden da tradução de Virgílio por Stanyhurst são conhecidas. Nessa edição, suas excentricidades ortográficas são preservadas. Uma reimpressão em 1583 por Henry Bynneman serve de base para a edição de James Maidment (Edimburgo, 1836) e para a reimpressão de Edward Arber (1880), que contém uma excelente introdução. As obras latinas de Stanyhurst incluem De rebus in Hibernia gestis (Antuérpia, 1584) e uma vida de São Patrício (1587).

Uma nova edição da controversa história latina da Irlanda de Stanyhurst foi criada em 2013 por Hiram Morgan e John Barry para a Cork University Press, intitulada Grandes Feitos na Irlanda: De Rebus in Hibernia Gestis de Richard Stanyhurst. Essa obra é um produto do Centro de Estudos Neolatinos da University College Cork.